# 320 a. C.
El año 320 a. C. fue un año del calendario romano prejuliano. En el Imperio romano se conocía como el Año del Consulado de Cursor y Filón (o menos frecuentemente, año 434 Ab urbe condita).

## Acontecimientos

### China
- Zhou Shen Jing Wang se convierte en rey de la dinastía Zhou de China.

### Imperio macedónico
- Varios generales de Alejandro Magno controlan diferentes partes del imperio de Alejandro. Ptolomeo I controla Egipto, Seleuco controla Babilonia y Siria, Antípatro y su hijo Casandro controlan Macedonia y Grecia, Antígono controla Frigia y otras partes de Asia Menor, Lisímaco controla Tracia y Pérgamo y Eumenes controla las zonas de Capadocia y el Ponto.
- Judea y Siria son anexionados por Ptolomeo y da a Judea una gran medida de autogobierno.
- Eudemo se hace señor de los territorios del rey indio Poros, y traicioneramente mata a ese monarca.

### Península ibérica
- Rhode empieza la acuñación de dracmas, que llegará hasta el año 237 a. C.[1]

## Fallecimientos
- Démades. Orador y político ateniense (n. 384 a. C.).
- Dinóstrato, matemático y geómetra griego (n. h. 390 a. C.).
- Zoilo, filósofo griego (n. 400 a. C.)

## Ciencia y tecnología
- Teofrasto empieza el estudio sistemático de botánica.
- Alejandría en el Egipto Macedónico se convierte en la ciudad más grande del mundo, superando a Babilonia.[2]